# بيتسي بلاكويل
بيتسي بلاكويل (بالإنجليزية: Betsy Blackwell)‏ هي صحفية أمريكية، ولدت في 1905، وتوفيت في 4 فبراير 1985.